# Liste der denkmalgeschützten Objekte in Doľany (Pezinok)
Die Liste der denkmalgeschützten Objekte in Doľany enthält die neun nach slowakischen Denkmalschutzvorschriften geschützten Objekte in der Gemeinde Doľany im Okres Pezinok.

## Denkmäler
| Foto |                 | Denkmal / č. ÚZPF                            | Standort / Konskr. Nr.                                    | Offizielle Beschreibung         | Beschreibung                                                                 | Metadaten                                                            |
| ---- | --------------- | -------------------------------------------- | --------------------------------------------------------- | ------------------------------- | ---------------------------------------------------------------------------- | -------------------------------------------------------------------- |
| ja   | Datei hochladen | Kapelle(sk) ObjektID: 107-402/0              | (V lese nad cintorín) Standort KG: Doľany Konskr.Nr.:     | r.k.sv.Leonarda;                | römisch-katholische Kapelle St. Leonard                                      | č. NKP: 107-402/0 Stand des NKP: 2012-02-08 Name: KAPLNKA            |
| ja   | Datei hochladen | Gedenkhaus(sk) ObjektID: 107-400/1           | 24 (V strede obce) Standort KG: Doľany Konskr.Nr.: 24     | Palkovic J. 1763-1835,vydavatel | für Juraj Palkovič, Verleger                                                 | č. NKP: 107-400/1 Stand des NKP: 2012-02-08 Name: DOM PAMÄTNÝ        |
| ja   | Datei hochladen | Gedenktafel(sk) ObjektID: 107-400/2          | 24 (Na dome c.24) Standort KG: Doľany Konskr.Nr.: 24      | Palkovic J. 1763-1835,vydavatel | für den röm.katholischen Geistlichen Juraj Palkovič (1763–1835), Herausgeber | č. NKP: 107-400/2 Stand des NKP: 2012-02-08 Name: TABUĽA PAMÄTNÁ     |
| ja   | Datei hochladen | Kirche(sk) ObjektID: 107-403/0               | 124 (Pri cintoríne) Standort KG: Doľany Konskr.Nr.: 124   | r.k.sv.Kataríny;                | römisch-katholische Kirche St. Katharina                                     | č. NKP: 107-403/0 Stand des NKP: 2012-02-08 Name: KOSTOL             |
| ja   | Datei hochladen | Gedenkhaus(sk) ObjektID: 107-396/1           | 153 (V obci) Standort KG: Doľany Konskr.Nr.: 154?         | Fándly J. Rodný dom J.Fándlyho  | Geburtshaus des Juraj Fándly                                                 | č. NKP: 107-396/1 Stand des NKP: 2012-02-08 Name: DOM PAMÄTNÝ        |
| ja   | Datei hochladen | Gedenktafel(sk) ObjektID: 107-396/2          | 153 (Na rodnom dome) Standort KG: Doľany Konskr.Nr.: 154? | Fándly J. 1750-1811,spisovatel  | für den Schriftsteller Juraj Fándly                                          | č. NKP: 107-396/2 Stand des NKP: 2012-02-08 Name: TABUĽA PAMÄTNÁ     |
| ja   | Datei hochladen | Denkmal(sk) ObjektID: 107-398/0              | (Pred obecným úradom) Standort KG: Doľany Konskr.Nr.:     | Fándly J. 1750-1811,spisovatel  | für Juraj Fándly                                                             | č. NKP: 107-398/0 Stand des NKP: 2012-02-08 Name: POMNÍK             |
| ja   | Datei hochladen | Grab mit Grabdenkmal(sk) ObjektID: 107-399/0 | (Cintorín) Standort KG: Doľany Konskr.Nr.:                | Fándly J. 1750-1811,spisovatel  | von Juraj Fándly                                                             | č. NKP: 107-399/0 Stand des NKP: 2012-02-08 Name: HROB S NÁHROBNÍKOM |
| ja   | Datei hochladen | Stadtturm(sk) ObjektID: 107-10995/0          | (tzv.Horný koniec) Standort KG: Doľany Konskr.Nr.:        | kamen,tehla; Mestská veza       | Stein und Ziegelturm                                                         | č. NKP: 107-10995/0 Stand des NKP: 2012-02-08 Name: VEŽA MESTSKÁ     |

## Legende
Die Tabelle enthält im Einzelnen folgende Informationen:
| Foto:                    | Fotografie des Denkmals. |
| Denkmal / č. ÚZPF:       | Die Übersetzung der Bezeichnung des Denkmals, wie sie vom Slowakischen Denkmalamt (Pamiatkový úrad Slovenskej republiky) verwendet wird. Die Originalbezeichnung ist unter dem Fragezeichen angegeben. Fehlt die Übersetzung, so wird die Originalbezeichnung direkt angezeigt. Weiters ist die Objekt-Identifikationsnummer (Objekt ID) angeführt. Sie ist die offizielle, in der Slowakei eindeutige Nummer č. ÚZPF inklusive der zugehörigen Zählnummer, wie sie in den Daten des Denkmalamtes angegeben wird. Da diese nur innerhalb eines Landkreises gezählt wird, ist dessen Nummer der Denkmalnummer vorangestellt. |
| Standort:                | Wenn in der Liste vorhanden, ist die Adresse angegeben. In Klammern kann sich noch eine zusätzliche Adresse befinden, wenn es beispielsweise ein Eckhaus ist. Bei freistehenden Objekten ohne Adresse (zum Beispiel bei Bildstöcken) ist eine Adresse angegeben, die in der Nähe des Objekts liegt. Durch Aufruf des Links Standort wird die Lage des Denkmals in verschiedenen Kartenprojekten angezeigt. Darunter sind die Katastralgemeinde (KG) und, wenn vorhanden, die Konskriptionsnummer (Konskr. Nr.) angegeben.                                                                                                   |
| Offizielle Beschreibung: | Es ist die Kurzbeschreibung auf Slowakisch, wie sie in den offiziellen Listen angegeben ist, eingetragen. |
| Beschreibung:            | Kurze Angaben zum Denkmal auf Deutsch. |
| Metadaten:               | Zusätzlich werden, wenn in den persönlichen Einstellungen das Helferlein Dauerhaftes Einblenden von Metadaten aktiviert ist, ebensolche angezeigt. |

- Karte mit allen Koordinaten:
- OSM |
- WikiMap